# Ryszard Dyrgałła

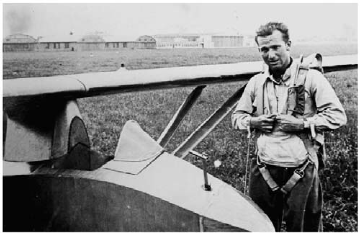
Ryszard Dyrgałła podczas pokazów szybowcowych w 1936 r.

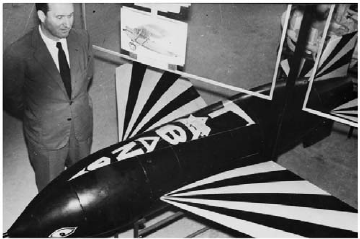
Dyrgałła przed rakietą „AM-1 Tábano”.

Ryszard Wincenty Dyrgałła vel Ricardo Dyrgalla (ur. 5 kwietnia 1910 w Szarleju, zm. 3 sierpnia 1970 w São José dos Campos) – inżynier lotniczy i pilot polskiego pochodzenia, który po II wojnie światowej wyemigrował do Argentyny, gdzie stał się pionierem w dziedzinie badań nad silnikiem rakietowym.

## Biografia
Ryszard Dyrgałła studiował w Gdańsku, na Wydziale Lotniczym Politechniki Gdańskiej, gdzie w 1937 roku uzyskał tytuł inżyniera lotnictwa. Został pilotem, pokonując na szybowcu kilka europejskich rekordów, w tym wysokości i odległości. W  lipcu 1932 roku uzyskał uprawnienia instruktora szybownictwa. 
Na stopień podporucznika został mianowany ze starszeństwem z 1 stycznia 1934 i 2510. lokatą w korpusie oficerów piechoty.
Po ukończeniu studiów pracował w Instytucie Badań Technicznych Lotnictwa w Warszawie jako pilot. Brał udział w imprezach sportowych, wykonywał pokazy akrobacji szybowcowej. Podczas jednego z takich pokazów, w czerwcu 1935 roku w Rumi, musiał skakać ze spadochronem z szybowca CW-7. Wziął udział w III Krajowych Zawodach Szybowcowych w Ustjanowej, a 20 października 1935 roku wykonał pierwszy w Polsce lot falowy.

W 1936 Ryszard Dyrgałła ustanowił rekord Polski na szybowcu Komar w długotrwałości lotu wykonując lot z lotniska w Bezmiechowej, bez lądowania powrócił na miejsce startu w czasie 22 godzin i 15 minut.
W 1937 roku opublikował podręcznik dla pilotów szybowcowych pt. "Pilot szybowcowy", wydany przez Zarząd Główny Ligi Obrony Powietrznej i Przeciwgazowej (LOPP).
Po wybuchu wojny w 1939 roku został zmobilizowany do polskich sił powietrznych, służył w 1. pułku lotniczym. Po klęsce wrześniowej 27 czerwca 1940 roku dotarł do Wielkiej Brytanii gdzie otrzymał numer służbowy P-0689 i służył w „No. 1 Photographic Reconnaissance Unit RAF”. 
Po wojnie Dyrgałła pozostał w Wielkiej Brytanii, gdzie pracował w „Rocket Propulsion Group”, działającej pod kierownictwem Alexandra Duncana Baxtera w siedzibie Royal Aircraft Establishment, w celu zbadania niemieckiego uzbrojenia. Miał okazję zbadać, wśród innych zaawansowanych systemów, jeden z napędu rakiety V2 oraz Enzian.
W połowie 1946 roku (w związku z tym, że rząd Argentyny starał się zatrudnić techników w celu promowania nowych technologii w kraju), za pośrednictwem ówczesnego pułkownika argentyńskiej Armii Julio Pedro Hennekensa, Dyrgałła został zaproszony do pracy w Argentynie wraz z jego bratem Brunonem oraz polskimi inżynierami: Czekalskim, Antonim Kowalczewskim, Stawowiokem i Apolinarym Żebrowskim.
Posiadając podręczniki i notatki dotyczące systemów niemieckich, które studiował, Dyrgałła przybył ze swym bratem pod koniec 1946 roku i dołączył do „Instytutu Techniki Lotniczej” w Córdobie, gdzie pracował do 1951 roku, we współpracy z „Działem Technicznym Generalnej Dyrekcji Produkcji Wojskowej”.
Pracowali tam także niemieccy inżynierowie, którzy pod kierownictwem Kurta Tanka, odpowiedzialni byli za silniki odrzutowe. W 1948 roku Dyrgałła opublikował swoją pierwszą książkę, kompilację badanych przez niego systemów, którą nazwał „Aeromóviles como Cazas-Robots”.
W sierpniu 1947 roku utworzono Dział Specjalnych Projeków nr. III, Instytutu Aerotechnicznego, a kierownictwo zostało powierzone Dyrgalli. Dział miał za zadanie studiowanie i rozwijanie zdalnie sterowanych pojazdów i silników rakietowych, opartych na pocisku rakietowym Enzian. Jednak wraz z innym polskim inżynierem, Stanisławem N. Kulczyckim, Dyrgałła całkowicie przeprojektował niemiecką rakietę, w tym silnik rakietowy. Pocisk, nazywany „AM-1 Tábano”, był jak Enzian częściowo zbudowany z drewna i ważył około 300 kg. Jego maksymalna prędkość wynosiła 850 km/h i wystrzelony z samolotu na wysokości 5000 metrów mógł przelecieć odległość 60 km. Był to pierwszy argentyński silnik rakietowy.
W 1951 roku Dyrgałła wyjechał do Buenos Aires, gdzie pracował dla wytwórni wojskowej w Acassuso (broń i amunicja specjalna), która dzisiaj nosi nazwę „Instituto de Investigaciones Científicas y Técnicas para la Defensa” (CITEDEF).
W kwietniu 1952 roku Dyrgałła wstąpił do „Towarzystwa Międzyplanetarnego Argentyny” (SAI), jedynej w tym czasie instytucji cywilnej w Ameryce Południowej, zajmującej się badaniami przestrzeni kosmicznej. W 1952 roku napisał nową książkę pt. „El desarrollo del motor-cohete en la práctica”, opublikowaną za pomocą SAI.
W 1958 roku został upoważniony do publikacji „El Primer Motor Rocket Argentino”, która została zaklasyfikowana jako tajna.
W 1960 roku rozpoczął pracę nad projektem „Proson M1", eksperymentalną sondą rakietową zaprojektowaną do zbierania informacji atmosferycznych i osiągającą wysokość 60 kilometrów (zewnętrzna granica stratosfery). Pomimo tego, że dokonano czterech udanych startów, w 1963 roku program ten przerwano, ponieważ uważano, że technologia jest już przestarzała.
Po zamknięciu projektu osiadł w Brazylii, gdzie uczył się w „Instytucie Technicznym Aeronautyki” (ITA) w São José dos Campos. Zmarł 3 sierpnia 1970 roku z powodu niewydolności serca.
Był żonaty z Reginą Lorenzo, z którą miał syna Antonio Alfonso, oraz córkę Maríę Isabel.

## Ordery i odznaczenia
- Krzyż Walecznych „za czyny męstwa i odwagi wykazane w wojnie rozpoczętej 1 września 1939 roku”
- Srebrny Krzyż Zasługi z Mieczami
- Medal Lotniczy - trzykrotnie